# Розділене рішення
Розділене рішення (англ. Split Decision,SD) — вид суддівського рішення в деяких контактних видах спорту, таких як: бокс, кікбоксинг, мішані бойові мистецтва. Розділене рішення означає, що двоє з трьох суддів віддали перемогу одному бійцеві, в той час як третій суддя визнав переможцем іншого.
Не варто плутати розділене рішення суддів з іншим видом суддівського рішення — рішенням більшості. В останньому випадку перемога вважається більш впевненою, а при розділеному рішенні можливі суперечки щодо правильності підсумкового результату, або ж наполягання на матчі-реванші.